# Cecil Bødker
Cecil Bødker (Fredericia, Dinamarca, 27 de març de 1927 - 19 d'abril de 2020) va ser una escriptora de literatura infantil danesa.
Filla d'un dibuixant d'una fàbrica d'argenteria, ella mateixa va treballar durant un període al taller d'argenteria de Georg Jensen a Copenhaguen. El seu primer treball, la col·lecció de poesia Luseblomster, es va publicar el 1955 i, juntament amb col·leccions com Fygende Heste, 1956 i Anadyomene, 1959, la van convertir en una figura clau de l'escriptura modernista basada en el mite de la postguerra. La seva col·lecció de contes Øjet, 1961, representa la relació entre els humans i la natura, l'alienació moderna i l'amenaça nuclear; diverses de les seves històries es van convertir en clàssics dels llibres escolars, llegits i interpretats per generacions d'alumnes de les escoles daneses de secundària.
El seu llibre de viatges Salthandlerskens hus, 1972, el títol del qual fa referència a un comerciant de sal que va conéixer, representa un punt àlgid en la seva escriptura; Cecil Bødker ho va escriure després d'una llarga estada a Etiòpia, cosa que també la va portar a adoptar dues de les mencionades filles de comerciant de sal, que van créixer junt amb les dues filles biològiques de Cecil Bødker. Les seves novel·les Evas Ekko, 1980 i Tænk på Jolande, 1981, situaven els seus escrits al centre de la preocupació de la literatura femenina moderna per la relació entre els sexes.
La seva sèrie de llibres per a nens, la més destacada de la sèrie Silas, que es va filmar, va crear un univers únic basat en els punts forts del mite i un conte agradable. La literatura infantil de la seva família, en particular, és familiar per als lectors de molts països i la seva escriptura també inclou diversos drames. A la novel·la Mens tider, de 1997, reexamina el tema de l'emancipació femenina. El 1997 també va publicar les memòries titulades Farmors øre. El 2003 va escriure la novel·la Siffrine i diversos llibres de la sèrie Silas.
Cecil Bødker ha rebut diversos premis i distincions, entre els quals destaca el Det Danske Akademis Store Pris, premi de l'Acadèmia Danesa de Llengua i Literatura, rebut el 1998, i també la beca d'artistes per a tota la vida de la Danish Arts Foundation.